# Campodea ludoviciana
Campodea ludoviciana är en urinsektsart som beskrevs av Otto Conde och Geeraert 1962. Campodea ludoviciana ingår i släktet Campodea och familjen Campodeidae. Inga underarter finns listade.